# Lista de canções gravadas por Beyoncé
Essa é a cronologia de músicas da cantora americana Beyoncé.

## Canções

### Como artista principal
| Título                             | Ano        | Compositor(es) | Álbum                                              | Notas |
| ---------------------------------- | ---------- | --- | -------------------------------------------------- | --- |
| "1+1"                              | 2011       | Beyoncé Knowles Christopher Stewart Terius Nash                                                                          | 4                                                  | |
| "Ave Maria"                        | 2008       | Amanda Gosein Beyoncé Knowles Ian Alec Dench Mikkel Eriksen Tor Hermansen                                                | I Am... Sasha Fierce                               | |
| "A Woman Like Me"                  | 2006       | Charmelle Cofield Beyoncé Knowles Ronald Lawrence                                                                        | [ note 1 ]                                         | |
| "Baby Boy"                         | 2003       | Beyoncé Knowles Ini Kamoze Robert Waller Sean Henriques Scott Storch Shawn Carter                                        | Dangerously in Love                                | - American Society of Composers, Authors and Publishers para Most Performed Songs. - Certificada em platina pela Recording Industry Association of America. - Certificada em platina pela Australian Recording Industry Association - Contém a participação de Sean Paul. |
| "Back Up"                          | 2006       | Anesha Birchett Antea Birchtt Beyoncé Knowles Delisha Thomas Freddie Jerkins Lashawn Daniels Rodney Jerkins              | B'Day                                              | |
| "Beautiful Liar"                   | 2007       | Beyoncé Knowles Eriksen Mikkel Storleer Ian Alec Dench Gosein Amanda Louisa Hermansen Tor Erik                           | B'Day                                              | - Ivor Novello Awards para Best-Selling British Single - Nomeada - Grammy Awards para Best Pop Collaboration with Vocals - Nomeada - MTV Europe Music Awards para Most Addictive Track - Nomeada - People's Choice Awards para Favorite R&B Song - Certificada em trila platina pela Productores de Música de España. - Certificada em platina pela Recording Industry Association of America. - Certificada em platina pela Australian Recording Industry Association. - Certificada em platina pela IFPI Dinamarca. - Certificada em ouro pela Bundesverband Musikindustrie. - Certificada em ouro pela Recording Industry Association of New Zealand. - Certificada em ouro pela Belgian Entertainment Association. - Certificada em prata pela British Phonographic Industry. - Contém a participação de Shakira. |
| "Best Thing I Never Had"           | 2011       | Antonio Dixon Beyoncé Knowles Caleb Mccampbellbr>Karhonda Taylor Kenny Edmonds Larry Griffin Rovert Taylor               | 4                                                  | - Pendente - NAACP Image Awards para Outstanding Song - Nomeada - Soul Train Music Awards para Record of the Year - Certificada em platina pela Recording Industry Association of America. - Certificada em platina pela Australian Recording Industry Association. - Certificada em ouro pela Recording Industry Association of New Zealand. |
| "Broken-Hearted Girl"              | 2008       | Beyoncé Knowles Edmonds Kenneth Mikkel Eriksen Tor Hermansen                                                             | I Am... Sasha Fierce                               | |
| "Cards Never Lie"                  | 2001       | Alarza Collins Sekani Williams                                                                                           | MTV's Hip Hopera: Carmen                           | - Dueto com o cantor Wyclef Jean. |
| "Case"                             | [ note 2 ] | Noisettest St Jean | [ note 1 ]                                         | |
| "Check on It"                      | 2005       | Angela Beyince Beyoncé Knowles Kasseem Dean Garrett Stayve Thomas                                                        | #1's                                               | - American Society of Composers, Authors and Publishers para Most Performed Songs. - Nomeação - International Dance Music Awards para Best Pop Dance - Nomeada - BET Awards para Best Duet/Collaboration - Certificada em ouro pela Recording Industry Association of America. - Certificada em ouro pela Music Canada - Contém a participação de Slim Thug. |
| "Countdown"                        | 2011       | Beyoncé Knowles Michael Bivins Ester Dean Julie Frost Cainon Lamb Nathan Morris Wanya Morris Terius Nash Shea Taylor     | 4                                                  | |
| "Crazy in Love"                    | 2003       | Beyoncé Knowles Shawn Carter Richard Harrison Eugene Record                                                              | Dangerously in Love                                | - Grammy Award para Best Rap/Sung Collaboration - Grammy Award para Best R&B Song - MTV Europe Music Awards para Best Song - American Society of Composers, Authors and Publishers para Most Performed Songs - BET Awards para Best Collaboration - International Dance Music Awards para Best R&B/Urban - Vibe Awards para Coolest Collaboration - Nomeação - Grammy Award para Record of the Year - Nomeação - Nickelodeon Kids' Choice Awards para Favorite Song - Nomeação - Radio Music Awards para Song of the Year/Hip Hop Radio - Certificada em platina pela Australian Recording Industry Association. - Certificada em platina pela Recording Industry Association of New Zealand. - Certificada em ouro pela Recording Industry Association of America. - Certificada em ouro pela IFPI Noruega. - Contém a participação de Jay-Z. |
| "Daddy"                            | 2003       | Beyoncé Knowles Mark Batson                                                                                              | Dangerously in Love                                | |
| "Dance for You"                    | 2011       | Beyoncé Knowles Terius Nash Christopher Stewart                                                                          | 4                                                  | |
| "Dangerously in Love 2"            | 2003       | Beyoncé Knowles Errol "Poppi" McCalla, Jr.                                                                               | Dangerously in Love                                | - Grammy Award para Best Female R&B Vocal Performance. |
| "Déjà Vu"                          | 2006       | Beyoncé Knowles Rodney Jerkins Delisha Thomas Makeba Riddick Keli Nicole Price Shawn Carter                              | B'Day                                              | - MOBO Awards para Best Song - Nomeação - Grammy Award para Best Rap/Sung Collaboration - Nomeação - Grammy Award para Best R&B Song - Nomeação - BET Awards para Best Collaboration. - Nomeação - International Dance Music Awards para Best Rap/Hip Hop Dance - Certificada em ouro pela Recording Industry Association of America. - Contém a participação de Jay-Z. |
| "Disappear"                        | 2008       | Beyoncé Knowles Hugo Chakrabongse Ian Alec Dench Amanda Gosein David Maccracken                                          | I Am... Sasha Fierce                               | |
| "Diva"                             | 2008       | Beyoncé Knowles Shondrae Crawford Sean Garrett                                                                           | I Am... Sasha Fierce                               | - Certificada em ouro pela Recording Industry Association of America. |
| "Dreaming"                         | 2011       | Beyoncé Knowles Edmonds Kenneth Patrick Smith Antonio Dixon                                                              | 4                                                  | |
| "Ego"                              | 2008       | Beyoncé Knowles Elvis Williams Harold Lilly                                                                              | I Am... Sasha Fierce                               | - American Society of Composers, Authors and Publishers Rhythm & Soul Music Awards para Award Winning R&B/Hip-Hop Songs - Certificada em ouro pela Recording Industry Association of America. |
| "Ego (remix)"                      | 2008       | Beyoncé Knowles Elvis Williams Harold Lilly Kanye West                                                                   | Above and Beyoncé - Video Collection & Dance Mixes | - Nomeada - Grammy Awards para Best Rap/Sung Collaboration - Nomeada - People's Choice Awards para Favorite Collaboration - Contém a participação de Kanye West. |
| "Encore for the Fans"              | 2006       | Beyoncé Knowles | B'Day                                              | |
| "End of Time"                      | 2011       | Beyoncé Knowles The-Dream Shea Taylor David Taylor Wesley Pentz                                                          | 4                                                  | |
| "Fighting Temptation"              | 2003       | Missy Elliott Lana Moorer Marie Wright Jonathan Burks LaShaun Owens Karriem Mack Walter Murphy Gene Pistilli             | The Fighting Temptations                           | - Contém as participação das cantoras Missy Elliott, MC Lyte, e Free. |
| "Flaws and All"                    | 2006       | Beyoncé Knowles Smith Shaffer Shea Taylor Solange Knowles                                                                | B'Day                                              | |
| "Freakum Dress"                    | 2006       | Beyoncé Knowles Angela Beyince Rich Harrison Riddick Makeba                                                              | B'Day                                              | |
| "Get Me Bodied"                    | 2006       | Swizz Beatz Angela Beyince Sean Garrett Beyoncé Knowles Solange Knowles Makeba Riddick                                   | B'Day                                              | - American Society of Composers, Authors and Publishers Rhythm & Soul Music Awards para Award Winning R&B/Hip-Hop Songs |
| "Get Me Bodied (Timbaland Remix)"  | 2007       | Swizz Beatz Angela Beyince Sean Garrett Beyoncé Knowles Solange Knowles Makeba Riddick                                   | Irreemplazable                                     | - Contém a participação de Voltio. |
| "Green Light"                      | 2006       | Beyoncé Knowles Pharrell Williams Sean Garrett                                                                           | B'Day                                              | |
| "Halo"                             | 2008       | Ryan Tedder Evan "Kidd" Bogart Beyoncé Knowles                                                                           | I Am... Sasha Fierce                               | - Grammy Award para Best Female Pop Vocal Performance - MTV Europe Music Awards para Best Song - Prêmio de Música Digital para Música mais vendida no Brasil - Prêmio de Música Digital para Música mais vendida internacional - Nomeada - Grammy Award para Record of the Year - Nomeada - Teen Choice Awards para Best Love Song - Certificada em tripla platina pela Australian Recording Industry Association - Certificada em dupla platina pela Productores de Música de España - Certificada em dupla platina pela Recording Industry Association of America. - Certificada em dupla platina pela Music Canada - Certificada em platina pela Recording Industry Association of New Zealand. - Certificada em platina pela IFPI Schweiz - Certificada em ouro pela British Phonographic Industry - Certificada em ouro pela Bundesverband Musikindustrie - Certificada em ouro pela Federation of the Italian Music Industry - Certificada em ouro pela IFPI Dinamarca |
| "He Still Loves Me"                | 2003       | James Harris Lewis Terry James Wright                                                                                    | The Fighting Temptations                           | - Black Reel Awards para Best Song - Contém as participação das cantoras Walter Williams. |
| "Hello"                            | 2008       | Beyoncé Knowles Ramon Owen David Quiñones Bogart                                                                         | I Am... Sasha Fierce                               | |
| "Hip Hop Star"                     | 2003       | Beyoncé Knowles Bryce Wilson Makeda Davis Antwan Patton Shawn Carter                                                     | Dangerously in Love                                | - Contém a participação dos cantores Big Boi e Sleepy Brown. |
| "Hollywood"                        | 2006       | Shawn Carter Shaffer Smith Reginald Perry                                                                                | Kingdom Come                                       | - Canção de Jay-Z com a participação de Beyoncé. |
| "I Care"                           | 2011       | Beyoncé Knowles Jeff Bhasker Chad Hugo                                                                                   | 4                                                  | |
| "I Was Here"                       | 2011       | Diane Warren | 4                                                  | |
| "If I Were a Boy"                  | 2008       | BC Jean Toby Gad | I Am... Sasha Fierce                               | - Certificada em dupla platina pela Recording Industry Association of America. - Certificada em dupla platina pela Music Canada. - Certificada em platina pela Australian Recording Industry Association. - Certificada em platina pela IFPI Dinamarca. - Certificada em platina pela British Phonographic Industry. - Certificada em platina pela Recording Industry Association of New Zealand. - Certificada em platina pela IFPI Schweiz. - Certificada em platina pela Productores de Música de España. - Certificada em ouro pela Bundesverband Musikindustrie. - Certificada em ouro pela IFPI Svenska Gruppen |
| "Sexy Lil Thug"                    | 2003       | 50 Cent Dr. Dre Mike Elizondo                                                                                            | Speak My Mind                                      | - Canção originalmente gravada por 50 Cent com o título "In da Club". |
| "Irreplaceable"                    | 2006       | Shaffer "Ne-Yo" Smith Mikkel S. Eriksen Tor Erik Hermansen Espen Lind Amund Bjørklund Beyoncé Knowles                    | B'Day                                              | - Nickelodeon Kids' Choice Awards para Favorite Song - Nomeada - Grammy Award para Record of the Year - Nomeada - People's Choice Awards para Favorite Pop Song - Nomeada - VH1 Soul VIBE Award para Song of the Year. - Nomeada - Teen Choice Awards para Choice Music: Payback Track - Certificada em tripla platina pela Recording Industry Association of America. - Certificada em platina pela Australian Recording Industry Association. - Certificada em platina pela Music Canada - Certificada em platina pela Recording Industry Association of New Zealand. - Certificada em ouro pela IFPI Dinamarca. |
| "Keep Giving Your Love To Me"      | 2003       | Richard Frierson Beyoncé Knowles Anthony Leslie Taurian Shropshire Mario Winas                                           | Bad Boys II                                        | |
| "Kitty Kat"                        | 2006       | Beyoncé Knowles Pharrell Williams Shawn Carter                                                                           | B'Day                                              | |
| "Listen"                           | 2006       | Henry Krieger Scott Cutler Anne Preven Beyoncé Knowles                                                                   | Dreamgirls                                         | - Broadcast Film Critics Association Awards para Best Song - Nomeada - Golden Globe Awards para Best Original Song - Motion Picture - Nomeada - Satellite Awards para Best Original Song - Nomeada - Black Reel Awards para Best Song, Original or Adapted |
| "Lost Yo Mind"                     | 2006       | Kasseem Dean Garrett Hamler Beyoncé Knowles                                                                              | B'Day                                              | |
| "Love on Top"                      | 2011       | Beyoncé Knowles Terius Nash Shea Taylor                                                                                  | 4                                                  | - Certificada em platina pela Australian Recording Industry Association. |
| "Me, Myself and I"                 | 2003       | Beyoncé Knowles Scott Storch Robert Waller                                                                               | Dangerously in Love                                | - American Society of Composers, Authors and Publishers para Most Performed Songs. - Certificada em platina pela Recording Industry Association of America. |
| "My Man"                           | 2004       | Angela Beyincé Beyoncé Knowles Scott Storch Robert Waller                                                                | Destiny Fulfilled                                  | |
| "Naughty Girl"                     | 2003       | Beyoncé Knowles Scott Storch Robert Waller Angela Beyincé Pete Bellotte Giorgio Moroder Donna Summer                     | Dangerously in Love                                | - American Society of Composers, Authors and Publishers para Most Performed Songs. - Nomeada - Soul Train Music Awards para Best R&B/Soul Single - Female - Certificada em ouro pela Recording Industry Association of America. - Certificada em platina pela Australian Recording Industry Association. - Certificada em ouro pela Recording Industry Association of New Zealand. |
| "Naughty Girl (remix)"             | 2004       | Beyoncé Knowles Scott Storch Robert Waller Angela Beyincé Pete Bellotte Giorgio Moroder Donna Summer                     | Live at Wembley                                    | - Nomeada - Source Hip-Hop Music Awards para Best Female Rap Collaboration - Contém a participação de Lil' Kim. |
| "Naughty Girl (remix)"             | 2004       | Beyoncé Knowles Scott Storch Robert Waller Angela Beyincé Pete Bellotte Giorgio Moroder Donna Summer                     | - Contém a participação de Lil' Flip.              | |
| "Once In A Lifetime"               | 2008       | Ian Dench James Bring Amanda Gosein Beyoncé Knowles Scott Mcfarnon Jody Street                                           | Cadillac Recods                                    | - Nomeada - Grammy Award para Best Song Written For Motion Picture, Television Or Other Visual Media - Nomeada - Golden Globe Awards para Best Original Song - Motion Picture |
| "Party"                            | 2011       | Kanye West Jeff Bhasker Beyoncé Knowles André Lauren Benjamin Dexter Mills Douglas Davis Ricky Walters                   | 4                                                  | - Pendente - Grammy Awards para Best Rap/Sung Collaboration - Contém a participação de André 3000 |
| "Party (remix)"                    | 2011       | Kanye West Jeff Bhasker Beyoncé Knowles Dexter Mills Douglas Davis Ricky Walters Jermaine Lamarr                         | [ note 3 ]                                         | - Contém a participação de J. Cole |
| "Poison"                           | 2009       | Johnta Mikkel Eriksen Tor Hermansen Beyoncé Knowles                                                                      | I Am... Sasha Fierce                               | |
| "Radio"                            | 2008       | James Scheffer Richard Butler Dwayne Nesmith Beyoncé Knowles                                                             | I Am... Sasha Fierce                               | |
| "Resentement"                      | 2006       | Beyoncé Knowles Walter Millsap Candice Nelson Curtis Mayfield                                                            | B'Day                                              | |
| "Ring the Alarm"                   | 2006       | Beyoncé Knowles Kasseem "Swizz Beatz" Dean Sean Garrett                                                                  | B'Day                                              | - Nomeada - Grammy Award para Best Female R&B Vocal Performance |
| "Roc"                              | 2008       | Johnta Austin Mikkel Eriksen Tor Hermansen                                                                               | [ note 1 ]                                         | |
| "Run the World (Girls)"            | 2011       | The-Dream Beyoncé Knowles Nick van de Wall Wesley Pentz David Taylor Adidja Palmer                                       | 4                                                  | - Teen Choice Awards para Choice Music: R&B/Hip-Hop Track - Soul Train Music Awards para Best Dance Performance - Certificada em platina pela Recording Industry Association of America. - Certificada em platina pela Australian Recording Industry Association. - Certificada em ouro pela Recording Industry Association of America. |
| "Satellites"                       | 2008       | Ian Dench Amanda Gosein David Mccracken Beyoncé Knowles                                                                  | I Am... Sasha Fierce                               | |
| "Save the Hero"                    | 2009       | Richard Butler Beyoncé Knowles James Scheffer Alexandra Tamposi                                                          | I Am... Sasha Fierce                               | |
| "Scared of Lonely"                 | 2008       | Rodney Jerkins LaShawn Daniels Cristyl Johnson Solange Knowles Beyoncé Knowles                                           | I Am... Sasha Fierce                               | |
| "Sings"                            | 2003       | Missy Elliott Nisan Stewart Craig Brockman                                                                               | Dangerously in Love                                | |
| "Single Ladies (Put a Ring on It)" | 2008       | Beyoncé Knowles Terius Nash Thaddis Harrell Christopher Stewart                                                          | I Am... Sasha Fierce                               | - Grammy Award para Song of the Year - Grammy Award para Best Female R&B Vocal Performance - Grammy Award para Best R&B Song - Soul Train Music Awards para Song of the Year - Teen Choice Awards para Choice Music: R&B/Hip-Hop Track - American Society of Composers, Authors and Publishers para Most Performed Songs. - American Society of Composers, Authors and Publishers Rhythm & Soul Music Awards para Award Winning R&B/Hip-Hop Songs - Nickelodeon Kids' Choice Awards para Favorite Song - Nomeada - International Dance Music Awards para Best R&B/Urban Dance Track - Nomeada - NAACP Image Awards para Outstanding Song - Nomeada - Premios Oye! para Record of the Year - Nomeada - World Music Awards para Best Song Of The Year - Certificada em quadrupla platina pela Recording Industry Association of America. - Certificada em tripla platina pela Australian Recording Industry Association. - Certificada em dupla platina pela Music Canada - Certificada em platina pela Productores de Música de España. - Certificada em platina pela Recording Industry Association of New Zealand. - Certificada em platina pela British Phonographic Industry. - Certificada em ouro pela IFPI Dinamarca. |
| "Smash Into You"                   | 2008       | Beyoncé Knowles Terius Nash Christopher Stewart                                                                          | I Am... Sasha Fierce                               | |
| "Speechless"                       | 2003       | Beyoncé Knowles Andreao Heard Sherrod Barnes Angela Beyince                                                              | Dangerously in Love                                | |
| "Suga Mama"                        | 2006       | Beyoncé Knowles Rich Harrison Makeba Riddick Chuck Middleton                                                             | B'Day                                              | |
| "Summertime"                       | 2003       | Beyoncé Knowles Angela Beyincé Sean Combs Steven "Steven J." Jordan Adonis Shropshire Varick "Smitty" Smith Mario Winans | The Fighting Temptations                           | - Contém a participação de P. Diddy. |
| "Sweet Dreams"                     | 2008       | Beyoncé Knowles Jim Jonsin Wayne Wilkins Rico Love                                                                       | I Am... Sasha Fierce                               | - Nomeada - International Dance Music Awards para Best R&B/Urban Dance Track - Certificada em platina pela Recording Industry Association of America. - Certificada em platina pela Australian Recording Industry Association. - Certificada em platina pela Recording Industry Association of New Zealand. |
| "Sweet Dreams (remix)"             | 2008       | Beyoncé Knowles Kevin Tate                                                                                               | [ note 1 ]                                         | - Contém a participação de Ehstar. |
| "That's How You Like It"           | 2003       | Delroy Andrews Brian Bridgeman Shawn Carter Randy DeBarge Eldra DeBarge Etterlene Jordan                                 | Dangerously in Love                                | - Contém a participação de Jay-Z. |
| "That's Why You're Beautiful"      | 2008       | Andrew Hey James Fauntleroy II Beyoncé Knowles                                                                           | I Am... Sasha Fierce                               | |
| "Throw Some D's"                   | [ note 2 ] | Robert Crawford Robert De Barge Jamal Jones Marece Richards Gregory Williams                                             | [ note 1 ]                                         | |
| "Upgrade U"                        | 2006       | Beyoncé Knowles Sean Garrett Angela Beyincé Shawn Carter Willie Clarke Clarence Reid Solange Knowles                     | B'Day                                              | - Nomeada - BET Awards para Best Collaboration - Contém a participação de Jay-Z. |
| "Video Phone"                      | 2008       | Beyoncé Knowles Shondrae Crawford Sean Garrett                                                                           | I Am... Sasha Fierce                               | |
| "Video Phone (remix)"              | 2008       | Beyoncé Knowles Shondrae Crawford Sean Garrett Stefani Germanotta                                                        | I Am... Sasha Fierce                               | - Contém a particpação de Lady Gaga. |
| "Welcome to Hollywood"             | 2006       | Beyoncé Knowles Shawn Carter Reginald Perry Shaffer Smith                                                                | B'Day                                              | - Contém vocais de Jay-Z. |
| "Why Don't You Love Me"            | 2009       | Beyoncé Knowles Solange Knowles Angela Beyincé Eddie Smith III Jesse Rankins Jonathan Wells                              | I Am... Sasha Fierce                               | |
| "Work It Out"                      | 2002       | Beyoncé Knowles Pharrell Williams Chad Hugo                                                                              | Austin Powers in Goldmember                        | - Nomeada - Satellite Awards para Best Original Song - Nomeada - Black Reel Awards para Best Original Song |
| "World Wide Woman"                 | 2007       | Angela Beyince Beyoncé Knowles LaShawn Daniels S. Garrett                                                                | B'Day                                              | |

### Como artista convidada
| Título                       | Ano  | Compositor(es)                                                                                            | Álbum                                | Notas |
| ---------------------------- | ---- | --- | ------------------------------------ | --- |
| "'03 Bonnie & Clyde"         | 2002 | Prince Tupac Shakur Marvin Harper Ricardo Rouse Tyrone Wrice                                              | The Blueprint²: The Gift & The Curse | - Certificada em ouro pela Australian Recording Industry Association - Canção de Jay-Z com Beyoncé. |
| "Bienvenue"                  | 2003 | | Revoir un Printemps                  | |
| "Crazy Feelings"             | 1999 | Missy Elliott Mosley                                                                                      | Da Real World                        | - Canção de Missy Elliott com Beyoncé. |
| "Hollywood"                  | 2006 | Shawn Carter Shaffer Smith Reginald Perry                                                                 | Kingdom Come                         | - Canção de Jay-Z com a participação de Beyoncé. |
| "I Got That"                 | 2000 | Samuel Barnes Shawn Carter Makeda Davis LeShan Lewis Jean Claude "Poke" Olivier Tamy Smith Amil Whitehead | A.M.I.L. (All Money Is Legal)        | - Canção de Amil com a participação de Beyoncé. |
| "Just Stand Up!"             | 2008 | Kenneth Edmonds                                                                                           | [ note 3 ]                           | - Canção colaborativa com Mary J. Blige, Rihanna, Fergie, Sheryl Crow, Melissa Etheridge, Natasha Bedingfield, Miley Cyrus, Leona Lewis, Carrie Underwood, Keyshia Cole, LeAnn Rimes, Ashanti, Ciara e Mariah Carey |
| "Love in This Club, Part II" | 2008 | Thomas Bell Wayne Michael Linda Creed Usher Raymond                                                       | Here I Stand                         | - Canção de Usher com a participação de Beyoncé e Lil Wayne. |
| "Naïve"                      | 2003 | HR Crump Da Brat Beyoncé Knowles Mathew Knowles                                                           | Solo Star                            | - Canção de Solange Knowles com participação de Beyoncé. |
| "Nothing Out There For Me"   | 2002 | Craig Brockman Missy Elliott Nisan Stewart                                                                | Under Construction                   | - Canção de Missy Elliot com participação de Beyoncé. |
| "Pray"                       | 2007 | Shawn Carter Sean Combs Levar Coppin Alan Hawkshaw Deleno Matthews                                        | American Gangster                    | - Canção de Jay-Z com vocais de Beyoncé. |
| "Put It in a Love Song"      | 2009 | Kasseem Dean Alicia Keys                                                                                  | The Element of Freedom               | - Canção de Alicia Keys com participação de Beyoncé. |
| "See Me Now"                 | 2010 | Beyoncé Knowles Lex Luger Kanye West Charlie Wilson Ernest Wilson                                         | My Beautiful Dark Twisted Fantasy    | - Canção de Kanye West com participação de Beyoncé e Charlie Wilson |
| "Telephone"                  | 2009 | Stefani Germanotta Rodney Jerkins LaShawn Daniels Lazonate Franklin Beyoncé Knowles                       | The Fame Monster                     | - Broadcast Music Incorporated para Award-Winning Songs - Nomeada - Grammy Award para Best Pop Collaboration With Vocals - Canção de Lady Gaga com a participação de Beyoncé. |
| "Until the End of Time"      | 2007 | Justin Timberlake Tim Mosley Nate Hills                                                                   | FutureSex/LoveSounds                 | - Canção de Justin Timberlake com Beyoncé. |
| "Venus vs. Mars"             | 2009 | Shawn Carter Jerome Harmon Timothy Mosley                                                                 | The Blueprint 3                      | - Canção de Jay-Z com vocais de Beyoncé. |
| "What More Can I Give"       | 2001 | Michael Jackson                                                                                           | [ note 1 ]                           | - Canção colaborativa com Michael Jackson, 3LW, Aaron Carter, Anastacia, Billy Gilman, Brian McKnight, Bryton, Carlos Santana, Celine Dion, Gloria Estefan, Hanson, Jon Secada, Luther Vandross, Mariah Carey, Michael McCary, Mýa, *NSYNC, Nick Carter, Reba McEntire, Ricky Martin, Shakira, Shawn Stockman, Thalía, Usher, Tom Petty e Ziggy Marley. |

Savage Remix (Feat.Beyoncé)
Meghan Thee Stallion
2020
Number One Of Billboard (Número Um Na Billboard)

### Versões cover
| Título                        | Ano  | Compositor(es)                                                   | Álbum                                                    | Notas |
| ----------------------------- | ---- | ---------------------------------------------------------------- | -------------------------------------------------------- | --- |
| "All I Could Do Was Cry"      | 2008 | Berry Gordy Gwendolyn Fuqua Roquel Davis                         | Cadillac Recods                                          | - Canção originalmente gravada por Etta James. |
| "At Last"                     | 2008 | Mack Gordon Harry Warren                                         | Cadillac Recods                                          | - Grammy Awards para Best Traditional R&B Vocal Performance - Canção originalmente gravada por Etta James.                                                    |
| "Crazy"                       | 2007 | Brian Burton Thomas Callaway Gian Reverberi Gianfranco Reverberi | The Beyoncé Experience Live                              | |
| "Murder She Wrote"            | 2007 | Everton Bonner Lowell Dunbar John Taylor Lloyd Wllis             | The Beyoncé Experience Live                              | |
| "So Amazing"                  | 2005 | Luther Vandross                                                  | So Amazing: An All-Star Tribute to Luther Vandross       | - Grammy Award para Best R&B Performance by a Duo or Group with Vocal - Dueto com o cantor Stevie Wonder. - Canção originalmente gravada por Luther Vandross. |
| "Still In Love (Kissing You)" | 2007 | Des'ree Timothy Atack                                            | B'Day                                                    | - Canção originalmente gravada por Des'ree. |
| "Sweet Love"                  | 2009 | Anita Baker Louis A. Johnson Gary Bias                           | I Am... Yours: An Intimate Performance at Wynn Las Vegas | - Canção originalmente gravada por Anita Baker. |

### Apenas como compositora
| Título             | Ano  | Compositor(es)                                                                                | Álbum                     | Notas |
| ------------------ | ---- | --------------------------------------------------------------------------------------------- | ------------------------- | --- |
| "Bootylicious"     | 2001 | Beyoncé Knowles Falonte Moore Nicks Stephanie Robert Fusari                                   | Survivor                  | - Certificada em platina pela Australian Recording Industry Association. - Performado pelo grupo Destiny's Child. |
| "Bug a Boo"        | 1999 | Beyoncé Knowles Kandi Burruss Kevin Bringgs Kelendria Rowland Letoya Luckett Latavia Roberson | The Writing's on the Wall | - Nomeado - Nickelodeon Kids' Choice Awards para Favorite Song - Performado pelo grupo Destiny's Child.           |
| "Jumpin', Jumpin'" | 1999 | Beyoncé Knowles Chad Elliott Rufus Moore Jovoon Alexander                                     | The Writing's on the Wall | - Certificada em platina pela Australian Recording Industry Association. - Performado pelo grupo Destiny's Child. |